# Dannie Richmond
Charles Daniel Richmond (New York, 15 december 1935 – aldaar, 16 maart 1988) was een Amerikaanse jazzdrummer.

## Biografie
Danny Richmond groeide op in Greensboro (North Carolina). Zijn eerste instrument was de tenorsaxofoon en als jonge volwassene speelde hij in rhythm-and-bluesbands zoals bij Paul Williams en The Clovers. Richmond keerde daarna terug naar New York om te studeren aan het Music Center Conservatory. Sinds 1955 houdt hij zich ook bezig met drummen. Na slechts een half jaar werd hij lid van de band van Charles Mingus door bemiddeling van Lou Donaldson. Sindsdien speelde hij als een langjarige bandmaat en vriend met Mingus, met wie hij een van de meest opwindende basdrumteams in de moderne jazz vormde. Af en toe speelde hij ook met Herbie Nichols (Love, Gloom, Cash, Love) en met Chet Baker. In 1960 nam hij The Book Cooks op met Mingus-saxofonist Booker Ervin. In 1963 was hij betrokken bij het album Plays Charles Mingus van Pepper Adams. In 1965 werd het eerste album van de drummer gemaakt, een van de zeldzame kansen om Richmond te ervaren als bandleider (In Jazz for the Culture). Tijdens de sessie werkte hij met Jaki Byard, Cecil McBee en met de gitaristen Toots Thielemans en Jimmy Raney.
Tijdens een meerjarige pauze van Mingus speelde hij onder andere met soulzanger Johnnie Taylor. In 1972 en 1973 scheidde hij tijdelijk van Mingus om te werken met Joe Cocker, de Marc Almond-band en zelfs met Elton John. Vanaf eind 1973 werkte hij opnieuw met Mingus, net als op zijn late albums Changes One & Two. Na de dood van Charles Mingus in 1979 werd hij drummer van de Mingus Dynastie, werkte hij aan zijn eigen projecten en vormde hij de ritmegroep van het George Adams/Don Pullen Quartet met Cameron Brown. Tijdens de jaren 1980 werkte hij ook met Hannibal Marvin Peterson, Mal Waldron en Horace Parlan.
Het spel van Richmond werd gekenmerkt door zijn snelle reactievermogen, klokwisselingen en communicatievaardigheden. 
De Mingus-biografie van Brian Priestley weerspiegelt de frustratie van Mingus die hij had ervaren met de drummers voorafgaande aan Richmond. In november 1956 speelde Mingus met zijn band in de New Yorkse club van The Pad met zijn drummer Willie Jones. Mingus toonde zijn ongenoegen over de drummer op het open podium. Dit bracht de aanwezige Lou Donaldson ertoe om Mingus voor te stellen aan de jonge Richmond.
Vanwege de lange tijd van samenwerken en gezien het feit dat er in de Mingus-bands een sfeer heerste van 'komen en gaan' volgens criticus Manfred Papst in zijn portret van de drummer, werd Richmond al snel niet alleen het langstzittende maar ook het belangrijkste lid en de twee groeiden samen en vormden een van de meest stijlvormende ritmeteams in de jazzgeschiedenis. Ze zijn ongeëvenaard in de geleidelijke opbouw van spanningen die de muzikanten letterlijk lijken op te blazen, in virtuoos spelen met plotselinge stemmingswisselingen en in polymetrische overlays.
Na een tijdje trad Richmond ook op als co-leader van de verschillende, vaak wisselende Mingus-bands. Een van de eerste studiosessies was de clownsessie in maart 1957. Op het volgende album Tijuana Moods had Richmond een korte, maar vurige solo op Dizzy Moods. De hoogtepunten van het werk van Richmond waren de klassieke Mingus-albums, die eind jaren 1950 werden gemaakt, zoals Blues and Roots en Mingus Ah Um, waarvan de nummers werden gekenmerkt door frequente veranderingen in tempo, metrische modulaties en tal van stilistische variaties, zoals Wednesday Night Prayer Meeting, E's Flat, A's Flat Too, Moanin, Tensions, Git it better in your soul, Goodbye Pork Pie Hat en Fables of Faubus.

## Overlijden
Dannie Richmond overleed plotseling in maart 1988 in Harlem op 52-jarige leeftijd aan de gevolgen van een hartinfarct.

## Discografie

### Albums als leader
- 1965: In Jazz for the Culture Set
- 1979: Ode to Mingus (met Bill Saxton, Danny Mixon, Mike Richmond)
- 1980: Plays Charles Mingus
- 1981: Dannie Richmond Quintet
- 1983: Dionysius
- 1983: Gentleman’s Agreement

### Albums met Charles Mingus
- 1957: East Coasting
- 1957: Tijuana Moods
- 1959: Blues and Roots
- 1959: Mingus Ah Um
- 1960: Charles Mingus Presents Charles Mingus
- 1960: Pre-Bird
- 1962: Complete Town Hall Concert
- 1963: The Black Saint and the Sinner Lady
- 1963: Mingus Mingus Mingus Mingus Mingus
- 1964: Cornell
- 1971: Let My Children Hear Music
- 1973: Mingus Moves

### Albums met Mark-Almond
- 1972: Mark-Almond II
- 1972: Rising
- 1973: 73